# Bubbling Under Hot 100 Singles
Bubbling Under Hot 100 Singles je žebříček hranosti písní v USA, které se nedostaly do hlavního seznamu Billboard Hot 100 anebo jsou těsně „pod čarou“. Žebříček se skládá z 25 pozic. Billboard Under Hot 100 Singles je uveřejňován ve známém hudebním časopise Billboard.

## Vývoj počtu pozic
- 1959-1960: 15 pozic
- 60. léta: 35 pozic
- 1974-1985: 10 pozic
- 1992-současnost: 25 pozic